# Quận Phillips, Kansas
Quận Phillips là một quận thuộc tiểu bang Kansas, Hoa Kỳ. Theo điều tra dân số năm 2000 của Cục điều tra dân số Hoa Kỳ, quận có dân số 6739 người.

## Các vùng dân cư

### Đã hợp nhất
- Phillipsburg, 2,473 (quận lỵ)
- Logan, 555
- Agra, 283
- Kirwin, 217
- Long Island, 146
- Prairie View, 133
- Glade, 108
- Speed, 42

### Chưa hợp nhất
- Stuttgart
- Woodruff